# دویچه فوسبال لیگا
سازمان لیگ فوتبال آلمان یا دویچه فوسبال لیگا (لیگ فوتبال آلمان)، که اغلب به اختصار DFL نامیده می‌شود؛ یک سازمان و شرکت تابعه متعلق به اتحادیه باشگاه‌های آلمان است. DFL مسئول برگزاری رقابت‌های بوندس‌لیگا و بوندس‌لیگا ۲ است. ریاست هیئت نظارت DFL بر عهده راینهارد راوبال است و کریستین سیفرت مدیرعامل اجرایی DFL می‌باشد.
هیئت نظارت DFL شامل ریاست، مدیر عامل اجرایی و ناظر، در جلسه سالانه سهامداران این سازمان شرکت می‌کند.